# プリムス (スタジオ)
株式会社プリムス（Primuss.inc）は、東京都に本社を置く会社。主に撮影会やインターネットテレビ、アイドル関連のDVDを制作・発売している。

## 作品
- 爽やかアイドルレーベル・シャテンを参照